# عشر خرافات عن إسرائيل
عشر خرافات عن إسرائيل هو كتاب صدر عام 2017 من قبل إيلان بابي، وهو يدرس فيه الأفكار الأكثر جدلية فيما يتعلق بأصول دولة اسرائيل وهويتها، ويفند كل الخرافات التي «يُفترض أنها تشرعن الكيان الصهيوني»، التي يصوّرها الخطاب الإسرائيلي السائد كثوابت غير قابلة للطعن، مثبتاً بأنها محض افتراءات وخرافات. وبحسب الكاتب، تستند إسرائيل إلى هذه الخرافات في تكريس سياساتها الاستيطانية القائمة على طرد الشعب الفلسطيني، ومواصلة ممارساتها العنصرية بحقهم.
يحوي الكتاب ثلاثة اجزاء تحت عناوين: خرفات الماضي وخرافات الحاضر والتطلع للمستقبل، وذلك في عشرة فصول وخاتمة عن إسرائيل الاستعمارية في القرن الواحد والعشرين.

## المحتوى
يعمد إيلان بابي إلى دحض جملةً من الأفكار المتنازع عليها المتعلقة بأصول وهوية إسرائيل، متصدياً لعشر خرافات، التي تبدو في الخطاب الإسرائيلي السائد ثوابت غير قابلة للطعن؛ وهي:
- فلسطين أرض خالية: تدعي أولى الخرافات أن فلسطين كانت أرضاً خالية قاحلة شبه صحراوية عشية وصول الصهاينة أواخر القرن التاسع عشر وتمت زراعتها وتأهليها من قبل الصهاينة. فيؤكد هنا المؤلف بان فلسطين كان بلدا معترف به منذ العصر الروماني، وقد كان تاريخ فلسطين مرتبطُا ارتباطُا وثيقًا بالعالم العربي والإسلامي منذ القرن السابع. وبالعودة إلى السجلات العثمانية للتعداد السكاني لفلسطين عام 1878، فإن غالبية السكان كانوا من المسلمين وقد شكل اليهود حينها نسبة 3% فقط من السكان، بينما شكل المسيحيون 10 بالمائة من السكان. فكانت فلسطين بلدًا ريفيًا عامراً على وشك الدخول إلى القرن العشرين، وكان يتمتع بازدهار قبل قدوم الصهاينة، وكان يشهد الكثير من التحديث كمناطق حضرية، وسكان حضريين. وان نفي إسرائيل لوجود الفلسطيني في ارض فلسطين هو تزوير للتاريخ.[4][5]

- اليهود كانوا شعبا بلا أرض: يقول المؤلف بأن الخرافة الثانية التي تكمّل الخرافة الأولى هي أن اليهود الذين وصلوا فلسطين عام 1882 ينحدرون من اليهود الذين طردهم الرومان منها عام 70 للميلاد. ثم يدحضها لأن الاحتمال الأكبر، كما يقول، هو أن يهود فلسطين الرومانيين ما غادروا ارضهم وبقوا هناك متحولين إلى المسيحية أولاً ثم إلى الإسلام. ويؤكد «إن ما قبل عهد الصهيونية كانت الصلة بين المجتمعات اليهودية في العالم وفلسطين علاقة روحية ودينية وليست سياسية. وأن ترتيب عودة اليهود إلى فلسطين كان مشروعا مسيحيا بروتستانتيا في الأصل، ثم أكملته الحركة الصهيونية.»[6][7]

- الصهيونية هي اليهودية: يتناول المؤلف الإسرائيلي في الفصل الثالث الخرافة التي تساوي الصهيونية باليهودية حيث أصبحت معاداة الصهيونية هي معاداة للسامية، فيحاول دحض هذه المعادلة من خلال إجراء تقييم تاريخي للمواقف اليهودية إزاء الصهيونية، وتحليل تلاعب الصهيونية بالديانة اليهودية لأسباب استعمارية بالأساس وإستراتيجية لاحقا، وكذاك خداعها لليهود أنفسهم بالأساطير التضليلية التي اخترعتها.[5]

- الصهيونية ليست حركة استعمارية: يناقش المؤلف في هذا الفصل الخرافة الرابعة، وهي ادعاء الحركة الصهيونية بأنها حركة تحرر قومي للشعب اليهودي وليست حركة استعمارية، فيدحض المؤلف هذه الخرافة ويشبهها بالمشروع الاستعماري الذي جرى في جنوب أفريقيا وأستراليا والولايات المتحدة ضد السكان الأصليين. وقد تكمن أهمية دحض هذه الخرافة في الموقف من النضال الفلسطيني الإسرائيلي، فإذا كانت إسرائيل دولة ديمقراطية فإن الفصائل الفلسطينية ستكون كيانات إرهابية. أما إذا كانت إسرائيل دولة محتلة فسيكون نضال هذه الكيانات ضد مشروع استعماري فهذا يعني أنها حركات مقاومة للاستعمار. ويؤكد بابي أن بحلول عام 1945م كانت الصهيونية قد جذبت نص مليون مستوطن إلى البلد وكان حينها يبلغ عدد سكان البلد مليوني نسمة، ورغم كل محاولاتهم، فإنهم لم يستطيعوا شراء سوى 7٪ فقط من أرض فلسطين، وكان الحل في الإبادة الجماعية وتهجير وطرد المواطنين الفلسطينين من وطنهم.[8][5]

- الفلسطينيون غادروا وطنهم طوعا: تدّعي الحركة الصهيونية أن الفلسطينيين غادروا وطنهم وأرضهم طوعا، ويدحض بابي هذه الخرافة بالقول "«إن قيادات الحركة الصهيونية ومنظريها لم يستطيعوا تخيُّل تطبيق مشروعهم بنجاح إلا بالتخلص القسري من السكان الفلسطينيين، إما عن طريق الاتفاق أو بالقوة"».وهو يستشهد بالمذابح والتهجير القسري الذي نفذته العصابات الصهيونية بحق الفلسطينين وتدمير القرى والمدن، مشيرا إلى أن هناك بعض القرى لليوم شاهدة على هذا الدمار وتهجير أهلها.[7] كما يشير إلى الأساليب التي استخدمتها إسرائيل في عملية تطهير السكان، فكانت سياستهم هي: «تدمير القرى من خلال إضرام النار والتفجير، وزرع الألغام في الأنقاض، وخاصة تلك المراكز السكانية التي يصعب السيطرة عليها على المدى البعيد، مع زيادة عدد عمليات البحث والمراقبة، وفقا للمبادئ التوجيهية التالية: تطويق القرى ومن ثم البحث داخلها. وفي حال ظهور المقاومة فيجب القضاء على تلك القوة المسلحة وطرد السكان خارج حدود الدولة.»[9] كما يناقش هذا الفصل خرافات أخرى تتعلق بأحداث العام 1948.

- حرب 1967 فُرضت على إسرائيل.. حرب لا بد منها: يقول بابي أن الإعلام الإسرائيلي لا يزال يصّر على أن حرب 1967 قد فرضت على إسرائيل وان إسرائيل لم يكن لديها خيار سوى خوض الحرب، لكنها تظهر عكس ما تضمر لأن هذه الحرب كانت جزءاً من رغبة إسرائيل وذلك لاستكمال الاستيلاء على كل فلسطين. مؤكدا على ان الحرب لم تكن مفروضة بل كانت «فرصة» تم انتظارها واستغلالها حين سمحت الظروف. فقامت إسرائيل بعد الحرب باحتلال الضفة الغربية وقطاع غزة بحجة ان يكون العرب على استعداد للسلام معها، لكن كان هذا الاستيلاء هدفا صهيونيا حتى قبل العام 1948، وكان يمثل استكمالا للعمل الذي بدأت به العصابات الصهيونية في عام 1948.[7]

- إسرائيل الدولة الديمقراطية الوحيدة في الشرق الأوسط: يطرح بابي فكرة الرد على هذه الخرافة من خلال دراسة وضع الفلسطينيين داخل إسرائيل والأراضي المحتلة، الذين يشكلون في المجموع نحو نصف تعداد السكان الواقعين تحت حكم إسرائيل. ويبين أنه قبل حرب 1967 كان المواطنين الفلسطينيين، يعيشون تحت وطأة الحكم العسكري القائم على لوائح الطوارئ البريطانية الإلزامية والتعسفية، التي تحرمهم من أي حقوق إنسانية أو مدنية أساسية. وقد كان القادة العسكريون المحليون هم بمثابة الحكام المطلقين لحياة هؤلاء المواطنين الفلسطينيين، إذ يمكنهم سن قوانين خاصة بهم، وتدمير منازلهم وسبل عيشهم، وإرسالهم إلى المعتقلات متى شاؤوا. مستذكرا المجازر التي نفذتها «إسرائيل» بحق الفلسطينيين كمجزرة كفر قاسم وغيرها الكثير.[9]

- خرافات أوسلو: في الفصل الثامن يتناول بابي اتفاقيات أوسلو من منظور تقييمي، بعد ربع قرن من توقيعها، وهو يتساءل «هل كان اتفاق سلام فشل أم مجرد حيلة إسرائيلية جديدة لتعميق الاحتلال؟» يعتقد إيلان بابي أن هدف إسرائيل من أوسلو كان منع تشكيل أي مؤتمر دولي من أجل السلام، وهي كانت مجرد حيلة إسرائيلية جديدة لتعميق الاحتلال.[7] أما الخرافة الثانية، التي يفندها بابي في هذا الفصل هي إشعال الانتفاضة الثانية كعملية إرهابية ضد إسرائيل، يقول بابي:«إن الجيش الإسرائيلي كان يحتاج إلى تقديم استعراض ناجح». وذلك لأن الجيش الإسرائيلي كان محبطا بعد هزيمته المذلة على أيدى حزب الله في لبنان في صيف العام 2000. وكان هناك خوف بأن هذه الهزيمة جعلت الجيش يبدو ضعيفا، لذا كانت ثمة حاجة لاستعراض الجيش «القوة التي تقهر» لتأكيد هيمنته داخل الأراضي المحتلة. وتم تحقيق هذا الأمر من خلال عملية الدرع الواقي العسكرية البربرية في العام 2002 وبناء جدار الفصل العنصري، ونجحوا في قمع الانتفاضة مؤقتا.[10]

- مأساة غزة سببها حركة حماس: يتحدث الفصل التاسع، وهو الأطول بين الفصول، عن الدعاية الإسرائيلية، التي تُروّج ثلاث أساطير تضلل الرأي العام بشأن أسباب مأساة غزة. وهذه الأساطير الثلاث هي إن «حماس منظمة إرهابية»، و«فك الارتباط الإسرائيلي مع غزة كان عملا للسلام»، و«الحرب على غزة هي دفاع عن النفس». فتحمل إسرائيل مأساة غزة لحركة حماس التي تصفها حركة إرهابية تريد القضاء عليها. ويتبنى بابي وجهة نظر مغايرة، طارحاً تفسيراً اخر لما حدث في غزة منذ منعطف القرن القادم.[8] ويؤكد أن الانسحاب الإسرائيلي كان بهدف تقوية القبضة الأمنية على الضفة الغربية وتحويل غزة لسجن كبير ولم تسحب إسرائيل جيشها ومخابراتها عن الحدود، في حين تبين إسرائيل أن الانسحاب كان بادرة صلح ولكن واجهه الفلسطينيون بالعنف. كما اعتبر بابي الأعمال التي قامت بها إسرائيل منذ 2006 ضد قطاع غزة بأنها إبادة جماعية تصاعدية.[7][5]

- حلّ الدولتين هو السبيل الوحيد للسلام: يتناول بابي في الفصل الأخير خرافة ان حل الدولتين هو الطريق الوحيد للمضي إلى الأمام، الحل الذي يجري الترويج له من آلة الدعاية الإسرائيلية ومؤيديها في الغرب. ويراه المؤلف حلّا خرافيًا وهو عبارة عن «دمية يتم تلاعب بها حسب المصالح الإسرائيلية والغربية»، ويشبهه بجثة تقع في المشرحة، وبين الحين والآخر يتم إخراجها وتزيينها وتقديمها كأنها شخص حي، ثم عندما يكتشف الجميع زيف ذلك يعاد إدخالها إلى المشرحة لتعاد الكرة. فيقول المؤلف «يجب أن تدفن هذه الجثة مع باقي قاموس الوهم والخداع، وأن إسرائيل قتلت حل الدولتين من خلال توسعة الاستيطان، وهم فقط يهدفون إلى قيادة دولة دون سيادة فعلية».[7]

## الترجمة العربية
صدرت النسخة العربية للكتاب عن المؤسسة العربية للدراسات والنشر، ومكتبة كل شيء، وقد نقلته إلى العربية الباحثة والمترجمة الفلسطينية سارة عبد الحليم. يقع الكتاب في 232 صفحة من القطع الكبير.